# Klimatizacija
Klimatizacija  je proces pripreme zraka u svrhu stvaranja odgovarajućeg stupnja ugodnosti za boravak ljudi, ali i drugih živih bića. U širem smislu termin se može odnositi na bilo koji oblik hlađenja, grijanja, ventilacije ili dezinfekcije koji mijenjaju stanje zraka.
Klimatizacija kao grana tehnike obuhvaća tehničke postupke za ostvarivanje željenih parametara zraka te njihovo održavanje u prostoru pomoću termotehničkih sustava tijekom čitave godine. Željeni parametri koje treba kontrolirati u optimalnim graničnim vrijednostima su vezani uz uvjete toplinske ugodnosti. To su temperatura, vlažnost zraka, brzina strujanja, čistoća zraka, buka, itd. Klimatizacijski sustavi obavezno uključuju dovođenje svježeg zraka u prostor koji se klimatizira, tj. uključuju i ventilaciju prostora jer u tehničkom smislu, sustavi koji nemaju dovod svježeg zraka nisu sustavi klimatizacije (npr. split sustavi nisu klimatizacijski uređaji jer nemaju mogućnost ovlaživanja niti odvlaživanja zraka, već služe samo za grijanje i hlađenje zraka).

## Namjena
Klimatizacija obuhvaća grijanje, hlađenje, odvlaživanje, pročiščavanje i ventilaciju zraka.
Grijanje: klima uređaji nam omogućuju preciznu kontrolu temperature te održavanje konstantne temperature tijekom cijele godine bez obzira na vanjske uvjete.
Hlađenje: klima uređaji, pogotovo tijekom vrućih ljetnih mjeseci, nam omogućuju hlađenje prostorija čime se stvara ugodna atmosfera za boravak ljudi.
Odvlaživanje: u režimu hlađenja klima uređaj može odvlaživati zrak pružajući osjećaj svježeg zraka. Ljudsko biće osjeća da je razina od 40 do 60 % ugodna razina vlage.
Pročišćavanje: klima uređaji mogu proizvesti svjež i čist zrak jer su oprenljeni filterima koji apsorbiraju prašine i nečistoće iz zraka.
Ventilacija: ventilacija može biti ugrađena u sustav klima uređaja. Ona djeluje na principu da uzima zrak iz unutrašnjosti prostorije i zamjenjuje ga svježim vanjskim zrakom.  

## Osnovna podjela klimatizacijskih sustava prema namjeni
Komforna klimatizacija
To su sustavi koji stvaraju temperaturne uvjete za boravak ljudi. Održavaju temperaturu od 20 do 27°C, te relativnu vlažnost od 40 do 60% uz brzinu strujanja zraka u zoni boravka ljudi do 0,3 m/s.
Industrijska klimatizacija
Industrijska klimatizacija obuhvaća sustave koji stvaraju optimalne uvjete za odvijanje nekog proizvodnog ili tehnološkog procesa, kao što su temperatura, vlaga, čistoća zraka. Primjenjuju se u pogonima za proizvodnju elektroničkih čipova, mlijeka, računalnih sustava, vina, šampanjca, … Parametre sustava definiraju tehnologija i zahtjevi proizvodnje, a ne potreba osoba koje borave u idustrijskom prostoru. 

## Vrste klimatizacijskih sustava
Prema vrsti klimatizacijskog sustava osnovna podjela je sljedeća i vrijedi i za sustave komforne klimatizacije i za sustave industrijske klimatizacije:

Niskotlačni ili niskobrzinski klimatizacijski sustavi
Brzina strujanja u kanalskom razvodu iznosi 2 do 10 m/s (2-6 m/s za komfornu klimatizaciju, 6-10 m/s za industrijsku klimatizaciju). Vezan za brzinu strujanja je problem buke koju stvara zrak strujeći kroz kanale, pogotovo pri strujanju kroz kanale velikih dimenzija. Padovi tlaka iznose od 500 do 2000 Pa. Koriste se kod sustava komforne klimatizacije: hoteli, kazališta, muzeji, itd.
Visokotlačni ili visokobrzinski klimatizacijski sustavi
Brzina strujanja u kanalskom razvodu iznosi 10 do 30 m/s, uz padove tlaka od 1500 do 3000 Pa. Kanali su najčešće kružnog presjeka (inače kod niskotlačnih sustava mogu i najčešće jesu pravokutnog presjeka, radi izgleda interijera) prvenstveno zbog krutosti stijenki. Koriste se kada je ograničena mogućnost smještaja kanalskog razvoda, obično za urede na izlazima (anemostati – uređaji koji raspršuju mlaz u mnogo smjerova i na taj način smanjuju brzinu strujanja). Još jedan konstrukcijski element je rasteretna kutija koja služi za smanjenje brzine strujanja zraka.

## Osnovni kriteriji za izbor sustava klimatizacije
Pri odabiru klimatizacijskih sustava moraju biti zadovoljeni određeni kriteriji. Osnovni kriteriji za izbor sustava klimatizacije su: funkcionalnost, toplinski i rashladni učinak, mogućnost smještaja u prostoru, investicijski troškovi, trošak pogona, pouzdanost pogona, fleksibilnost sustava i mogućnost održavanja. Između navedenih kriterija uspostavlja se mođusobna veza, i projektant u dogovoru s investitorom određuje koje je najpogodnije rješenje za projektiranje određenog klimatizacijskog sustava.

## Sustavi klimatizacije s obzirom na složenost procesa pripreme zraka
Ventilacijski sustavi
To su takvi sustavi koji osim dovođenja svježeg zraka mogu obaviti 1 od 4 termodinamička procesa pripreme zraka, najčešće grijanje.
Sustavi djelomične klimatizacije
Ovi sustavi, osim dovođenja svježeg zraka mogu obaviti jos 2 ili 3 termodinamička procesa pripreme zraka, najčešće grijanje, hlađenje i odvlaživanje.
Sustavi klimatizacije
Sustavi klimatizacije, osim dovoda svježeg zraka, mogu ostvariti sva 4 osnovna termodinamička procesa pripreme zraka. Oni se temelje na procjeni mogućnosti sustava da tijekom pogona ostvari 4 termodinamička procesa pripreme zraka: grijanje, hlađenje, ovlaživanje, odvlaživanje.

## Toplinske pumpe
Toplinska pumpa nam omogućuje da toplinu iz okoline iskorištavamo za grijanje zatvorenog prostora. Toplinu iz tla preuzima medij koji kruži podzemnim cijevima. Ovako zagrijan medij stiže u toplinsku pumpu gdje predaje toplinu drugom plinovitom mediju u isparivaču. Ovaj se zagrijava, raste mu tlak no kompresor ga stlačuje u tekuće stanje pri čemu se dodatno podiže temperatura (npr. s 3° - 7°C na 50° ili 70°C). Ovako zagrijan medij odvodi se cijevima do izmjenjivača u velikom spremniku gdje toplinu predaje vodi (ili drugom mediju - npr. za cijevi podnog grijanja). Pritom se hladi i povratnim vodom vraća u toplinsku pumpu. No, kako je cijeli sustav pod tlakom koji u pojedinim koracima procesa doseže i 15 bara, ovaj ohlađeni medij protiskuje se kroz sapnicu (ekspanzijski ventil) nakon čega se širenjem naglo hladi (i do -3°C) i ulazi u isparivač. Zbog velike temperaturne razlike između medija zagrijanog toplinom tla (8° - 12°C) i ohlađenog plinovitog medija, u isparivaču toplina naglo prelazi na plinoviti medij i zagrijava ga npr. do + 3°C pri čemu se u plinu podiže tlak. Nakon prisilnog stlačivanja u kompresoru temperatura dodatno raste do 50° ili 70°C, a tu toplinu medij predaje vodi u izmjenjivaču (kondenzatoru) u velikom spremniku. I to se ponavlja stalno u krug.

## Vanjske poveznice
Osnove energetike  Arhivirana inačica izvorne stranice od 19. veljače 2011. (Wayback Machine)
Energetika-net,KGV  Arhivirana inačica izvorne stranice od 30. listopada 2008. (Wayback Machine)
- Ventilacija i klimatizacija Hrvatska tehnička enciklopedija, portal hrvatske tehničke baštine. LZMK